# Instituto de Altos Estudios Mario Gulich
El Instituto de Altos Estudios Espaciales Mario Gulich es una instalación del Centro Espacial Teófilo Tabanera de la CONAE. Se encuentra ubicado en la Provincia de Córdoba, en la Argentina.
Su nombre es en honor al físico Mario Gulich, quien concibió el primer satélite argentino de aplicaciones científicas, el SAC-B.

## Objetivos
Su objetivo es la generación de conocimientos de avanzada y el desarrollo de aplicaciones innovativas de la información espacial, así como la formación de recursos humanos de excelencia, enfocado al soporte y desarrollo de los Ciclos de Información Espacial. Su constitución es un proyecto conjunto entre la CONAE y la Universidad Nacional de Córdoba. 

## Actividades
Las actividades del Instituto, abarcan la utilización de la tecnología y la información espacial en dos grandes áreas:
- Desarrollos innovativos para aplicaciones en emergencias, naturales y antropogénicas, particularmente en las etapas de prevención y alerta temprana.

- Desarrollos innovativos en el área de epidemiología panorámica (determinación de zonas de riesgo de enfermedades endémicas). Esta actividad contribuye al Ciclo de Información Espacial para la Gestión de Salud.

Para el desarrollo de ambas áreas se implementan programas multidisciplinarios y multiinstitucionales utilizando datos espaciales, modelística y herramientas de Sistemas de Información Geográfica (SIG), teniendo en cuenta las posibilidades que ofrecen las técnicas de computación paralela y las herramientas y métodos de programación especializadas, disponibles en el Instituto.